# Технік-лейтенант (транспорт)

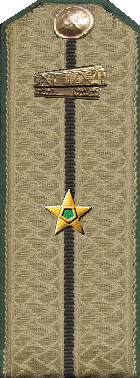
Погон техніка-лейтенанта вагонної служби (1943-54)

Технік-лейтенант  (від грец. techne — мистецтво, майстерність; і фр. lieu tenant — заступник, від lieu — місце і tenant — «посідає») — персональне звання середнього начальницького складу в Народному комісаріаті шляхів сполучення в 1943–1954.
Технік-лейтенант був вище за рангом ніж технік 1-го рангу і нижче за інженер-лейтенанта. Перше звання середнього начальницького складу.

## Історія
Наказом № 711Ц від 13 вересня 1943 року для працівників залізничного транспорту (НКШС) ввелися персональні звання. Працівників було поділено на склади: рядовий, молодший, середній, старший та вищий начальницький склади. Звання техніка-лейтенанта відносилося до середнього начальницького складу. 
До звання додавалося уточнення згідно зі спеціальністю працівника: руху, тяги, шляхів та будівництва, зв'язку та адміністративної служби.
12 червня 1954 року було видано Указ Президії Верховної Ради СРСР «Про скасування персональних звань і відзнак для працівників цивільних міністерств і відомств». 

## Знаки розрізнення
Погони середнього начальницького складу зі срібного галуну, мали один чорний просвіт завширшки 4 мм. Ґудзики у верхній частині погона золочені з емблемою. Оксидовані емблеми на погонах згідно зі службою працівника. Звання позначалося на погонах п'ятипроменевими зірочками (від одної до трьох). Зірочки на погонах працівників залізничного транспорту, на відміну від військовиків, розташовувалися вздовж погону за віссю. Технік-лейтенант мав на погонах по одній зірочці.

## Див також
Знаки розрізнення залізничників